# Liste georgischer Fürstenhäuser
Die Liste georgischer Fürstenhäuser verzeichnet diejenigen Häuser bzw. Geschlechter (Familien) des georgischen Hochadels, die als solche während der Zugehörigkeit Georgiens zum Zarenreich anerkannt wurden. Bereits der Vertrag von Georgijewsk (1783) enthielt einen Anhang mit den Namen georgischer Adelsfamilien. Weitere Erlasse erfolgten 1825/6, 1850 und 1865.

## Königliche Häuser

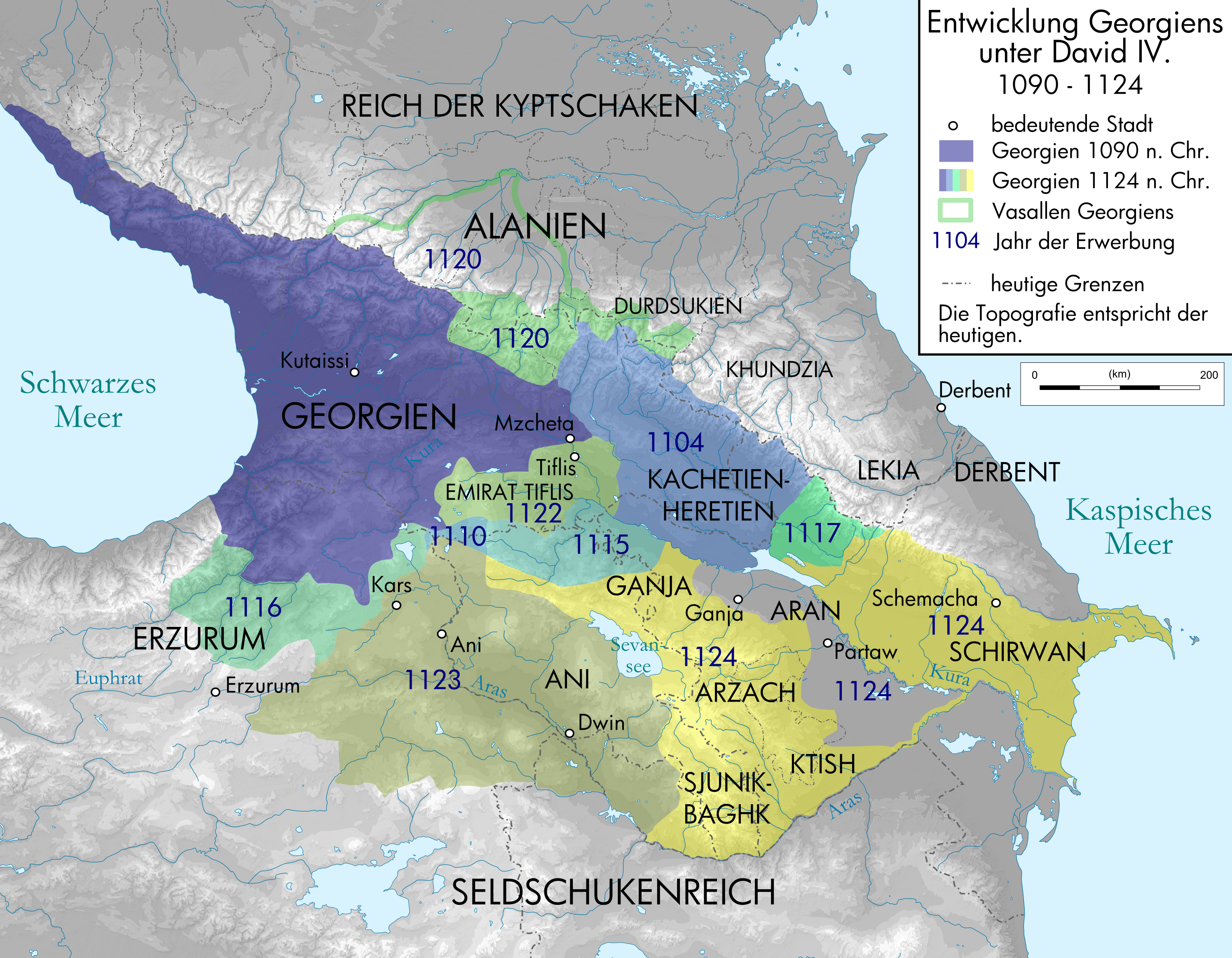
Expansion den Königreiches Georgien unter Dawit IV. dem Erbauer 1090–1124.

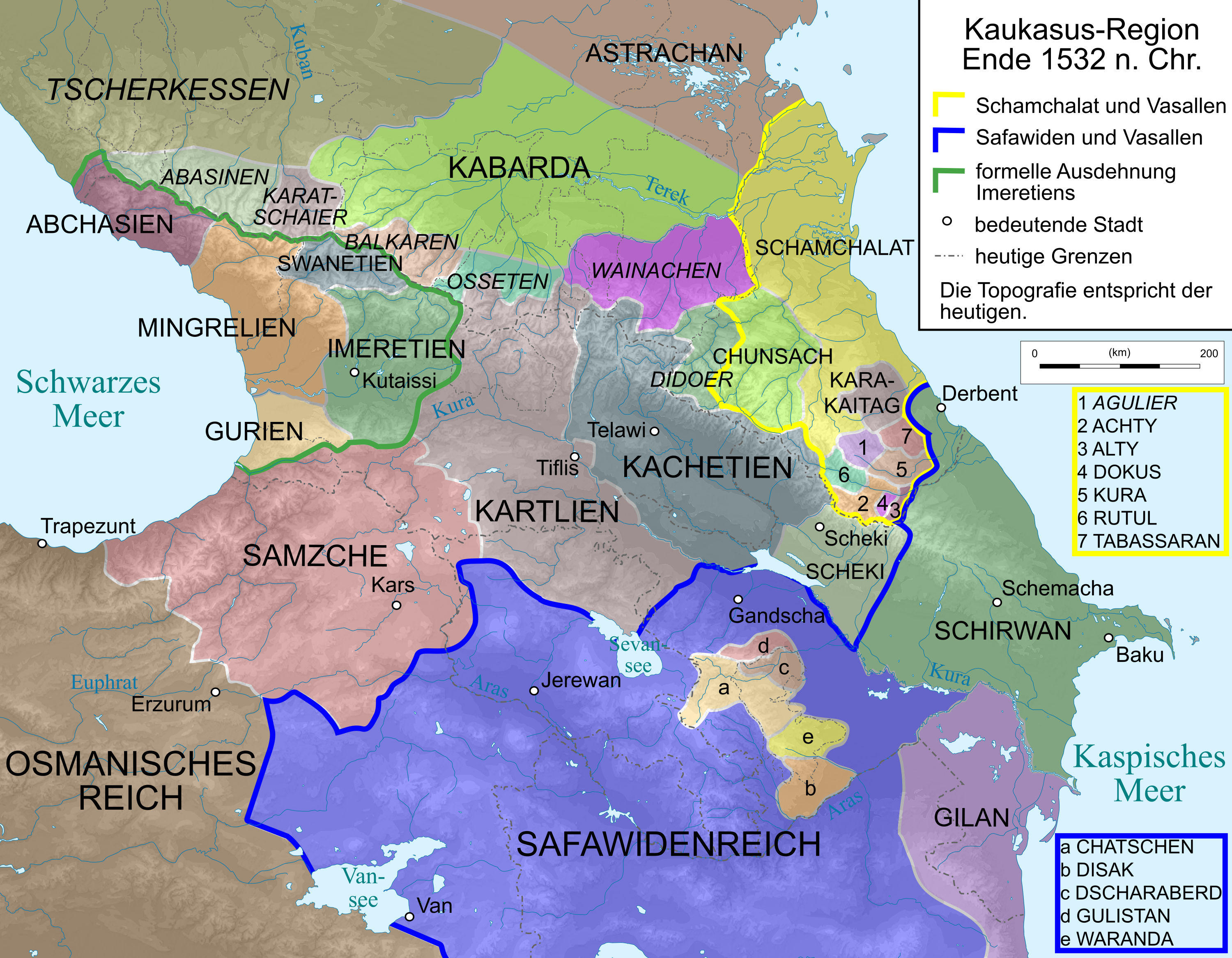
Die Nachfolgestaaten Georgiens von Abchasien und Samzche im Westen bis Kachetien im Osten 1530.

- Georgische Bagratiden (georgisch ბაგრატიონი Bagrationi) und ihre einzelnen Herrscher waren die Reichseiniger und Könige des mittelalterlichen Königreichs Georgien, das im 11.–13. Jahrhundert eine dominierende Stellung in Transkaukasien erreichte, Anfang 16. Jahrhundert unter den Söhnen Giorgis VII. in die Königreiche Kartlien (Linie Bagration-Muchrani), Kachetien (Linie Bagration-Dawitischwili) und Imeretien (Linie Bagration-Imereli, russisch oft einfach Imeretinski) aufgeteilt. Formal hatte Imeretien die Oberhoheit über Westgeorgien, faktisch waren die Fürstentümer Abchasien, Swanetien, Mingrelien, und Gurien aber unabhängig. König Erekle II. von Kachetien übernahm 1762 auch Kartlien und vereinigte es zu Kartlien-Kachetien, weshalb sich seine Nachkommen aus der Linie Bagration-Dawitischwili auch Bagration-Grusinski (russ. „von Georgien“) nennen. Die entthronte ältere Linie von Kartlien bestand aber weiter und nannte sich nach der Region Muchrani, in der sie ihre meisten Ländereien besaßen. Kartli-Kachetien wurde 1801, Imeretien 1810 von Russland annektiert, alle Bagrationi aber unter dem russischen Titel Knjas (=Fürst) in die Rangtabelle des russischen Adels aufgenommen.

## Fürstenhäuser
Im Mittelalter in Georgien unterschied man im hohen Adel die Mtawari (georgisch მთავარი) und die im Rang darunter stehenden Tawadi (georgisch თავადი). Zu den Mtawari gehörten als höchste Adelsklasse die souveränen Dynastie-Fürsten und Befehlshaber großer Regionen und regionaler Heeresaufgebote (die Sul-didebuli-tawadi), gefolgt von den Familien einiger kleinerer Mtawari. Ihnen folgten als dritte Klasse die Tawadi. Sie alle trugen auch den Anrede-Titel Batoni (georgisch ბატონი russisch Батони), entsprechend dem russischen Knjas (russisch: Fürst). Von den hochadeligen Fürstenfamilien zu unterscheiden ist der in Georgien relativ zahlreiche niedere Adel, die Aznauri. Georgische und andere kaukasische Fürstenhäuser haben oft die Tendenz, sich genealogisch als Nachkommen hochstehender fremder Herrscherhäuser oder als Nebenlinien wichtigerer georgischer Fürstenfamilien zu sehen. Während einige dieser Genealogien weiter glaubhaft erscheinen, bezweifeln Historiker heute andere und sehen sie eher als Legenden. Zu den Fürstenfamilien gehörten unter anderem:
- Abaschidse (georgisch აბაშიძე), einflussreichste Familie aus dem islamisierten Adscharien. Bekanntester Träger des Namens Abaschidse ist der 1991–2004 in Adscharien nahezu unabhängig regierende Aslan Abaschidse.
- Amilachwari (georgisch ამილახვარი, russisch 1825–1850: Амилахваров, dann Амилахвари).
- Antschabadse (georgisch ანჩაბაძე, abchasisch Ачба Atschba, mingrelisch აჩაა Atschaa, türkisch Açba) waren im 8.–10. Jahrhundert die Könige des auch große Teile Westgeorgiens umfassenden Königreichs Egrissi-Abchasien (bzw. Abasgien), bevor es von den Bagratiden übernommen wurde. Sie besaßen auch danach umfangreiche Ländereien in Abchasien und Westgeorgien und es gibt heute sowohl georgischsprachige Linien (bekannteste Vertreter der georgische Historiker Giorgi Antschabadse und sein Vater, der sowjetische Historiker Surab Antschabadse) und abchasischsprachige Nachkommenlinien, einige islamisierte abchasische Antschabadse emigrierten mit der russischen Expansion im 19. Jahrhundert auch ins Osmanische Reich (z. B. Leyla Açba und ihre Cousine Mihri Müşfik Hanım).
- Andronikaschwili (georgisch ანდრონიკაშვილები, auf Russisch ab 1826: Андроников), alternativ Endronikaschwili (georgisch ენდრონიკაშვილები), sahen sich als Nachkommen der Kaiserfamilie des Kaiserreiches Trapezunt und von dessen Stammvater, Kaiser Andronikos I. Komnenos (Andronika-schwili ‚Söhne des Andronikos‘).
- Dadiani (georgisch დადიანი russisch Дадиани), das ehemalige Herrscherhaus des Fürstentums Mingrelien. Im 17. Jahrhundert wurden sie von der (angeblichen) Nebenlinie Tschikowani verdrängt, die zuvor schon Fürsten in der zu Imeretien gehörenden Region Letschchumi und vorübergehend auch in der zu Kartlien gehörenden Region Ratscha und in Swanetien (beides nicht dauerhaft) waren und die sich nach der Eroberung Mingreliens oft ebenfalls Dadiani nannten.
- Dschaqeli (georgisch ჯაყელი), die Fürstenfamilie (Atabegs) von Samzche (georgisch Samzche Saatabago ‚Land der Atabegs von Samzche‘ genannt, deutsch seltener „Fürstentum Meschetien“) im 13.–17. Jahrhundert. Neben Angriffen von außen und der Erbteilung der Bagratiden war die Expansion der Dschaqelis von Samzche eine der Ursachen des Zerfalls Georgiens. Nach der mehrheitlichen Islamisierung des inzwischen osmanischen Vasallenstaates Samzche annektierten die Osmanen Samzche als osmanische Provinz (Eyalet von Çıldır). Während die meisten Dschaqeli-Nachkommen in den osmanischen Amtsadel aufgingen, gibt es auch in Georgien noch einige, teilweise muslimische, teilweise georgisch-orthodoxe Nachkommenlinien.
- Eristawi (zugleich bedeutend „Herzog“), ursprünglich ein Titel, wurde zum Namensbestandteil von vier Fürstenhäusern:
  - Eristawi von Aragwi (das Herrschaftsgebiet nach dem Fluss benannt) (georgisch არაგვის ერისთავი), besser bekannt unter dem Familiennamen der Hauptlinie Sidamoni/Sidamonischwili (georgisch სიდამონი russisch Сидамонов). Die Residenz war bis 1801 in Duscheti und die Burg Ananuri. Aus dieser Familie stammte Efrem II. (* 1896), Patriarch der georgischen Apostelkirche 1960–1972.
  - Eristawi von Gurien (georgisch გურიის ერისთავი ab 1850: Эристов-Гурийский), sind eine Nebenlinie der Scherwaschidse aus Abchasien, trugen den Titel im 18. und 19. Jahrhundert allerdings unter der Oberhoheit der eigentlichen Fürsten von Gurien aus dem Hause Gurieli. Eine Seitenlinie sind die Maksimenischwili (georgisch მაქსიმენიშვილი).
  - Eristawi von Ksani, als Ländchen (georgisch ქსნის საერისთავო) benannt nach dem Fluss Ksani. Der letzte eigenständige Herzog war Schansche (georgisch შანშე ქსნის ერისთავი, reg. 1718), der mehrfach gegen die jeweiligen Oberherren rebellierte und 1753 im Gefängnis verstarb. Bis zum Anschluss an Russland regierten die Bagratiden.
  - Die Eristawi von Ratscha, Familienname Tschchetidse (georgisch ჩხეტიძე), alternativ meist Tschcheidse (Чхеидзе) beherrschten diese nordgeorgische Region 1488–1786. 1753 gab man den Bau der Kirche von Barakoni in Auftrag. Unter dem Familiennamen wurde ihnen 1850/61 der russische Fürstentitel verliehen. Der ältere Zweig der Tschchotua (georgisch ჩხოტუა russisch Чхотуа) wurde 1901 gefürstet. Ihnen gestand der exilierte Thronprätendent Kyrill Wladimirowitsch Romanow 1938 das Recht zu den Titel in der weiblichen Linie fortzuführen.
- Die Gelowani (georgisch გელოვანი) waren die letzten Herzöge/Fürsten (Eristawi) von Swanetien, seit dem 18. Jahrhundert nur noch von Niederswanetien. Bekanntester Vertreter ist der sowjetische Schauspieler Micheil Gelowani. Eine Nebenlinie sind die Dadeschkeliani (georgisch დადეშქელიანი), die im 18. Jahrhundert die Hauptlinie aus dem westlichen Oberswanetien verdrängten.
- Gurieli (georgisch გურიელი), seit dem 13. Jahrhundert wichtige Fürsten in Gurien und vom 16. Jahrhundert bis 1829 souveränes Herrscherhaus von Gurien. Konnten im 17. und 18. Jahrhundert viermal kurzzeitig den Königsthron von Imeretien usurpieren.
- Die georgische Linie der Iaschwili (georgisch იაშვილი russisch Яшвиль) erhielt 1850 ihren russischen Fürstentitel. Begonnen hatten die Adligen als Herrn der Burg von Sadmeli.
  - Ein im Gefolge von König Wachtang VI. 1724 nach Russland gelangter Adliger wurde Stammvater der russischen Familie Jaschwil. Die Brüder Lew und Wladimir Michailovitsch Jashwil waren beide Generale in den napoleonischen Kriegen.
- Die Maghalaschwili (georgisch მაღალაშვილი), alternativ Maghaladse (georgisch მაღალაძე), sollen Nachfahren des mittelalterlichen Herrscherhauses der Zakarids-Mchargrseli (georgisch მხარგრძელი russisch Мхаргрдзели) sein. Aus der Sippe stammt der Pianist Nikita Magaloff.
- Melikischwili (georgisch მელიქიშვილი russisch Меликов) ursprünglich armenischer Herkunft, genannt Melikyan (armenisch: Մելիքյան), die zum Islam konvertiert, für die persischen Safawiden im 17. Jahrhundert „Somchiti“ (georgisch für „Armenien“), eine damals zu Kartlien gehörende Region, die etwa dem heutigen Lori entspricht, unter dem Titel Melik verwaltet hatten. Man konvertierte dann zum orthodoxen Glauben. Eine Seitenlinie trat zum armenischen Christentum über, deren prominentester Vertreter im Zarenreich war Michail Tarielowitsch Loris-Melikow (zum Grafen 1878, oberster Geheimpolizist und zeitweise Innenminister 1880–1) (georgisch: Loris Melik=Melik von Lori).
- Schalikaschwili (georgisch შალიკაშვილი ab 1826: Шаликов). Dimitri Schalikaschwili (1896–1978) war zaristischer Offizier; im Zweiten Weltkrieg diente er in der georgischen Legion. Sein Sohn John M. Shalikashvili (1936–2011) erlernte ebenfalls das Kriegshandwerk und stieg zum amerikanischen Generalstabschef auf (im Amt 1993-7).
- Scherwaschidse, (georgisch შარვაშიძეები), (abchasisch Чачба Tschatschba), deshalb auch oft mit dem Doppelnamen Scherwaschidse-Tschatschba bezeichnet, daneben mingrelisch შარაშია Scharaschia (früher nur mündlich verwendet, nicht geschrieben) waren die letzten Fürsten des Fürstentums Abchasien. Eine Nebenlinie waren auch mtavari in Kachetien. Sie sahen sich als Nachkommen der Schirwanschahs, wie ihr Name andeutet. Der als Sefer Ali-Bey Scherwaschidse 1810–1821 amtierende Fürst Abchasiens wechselte, als die Russen im Krieg 1806-12 die Oberhand zu gewinnen begannen, 1810 die Seiten und konvertierte zum orthodoxen Glauben als Giorgi Scherwaschidse. Die Familie bildete in der Emigration nach 1917 zwei Linien, eine lebt in den USA, die andere geführt von Georgi Wladimirowitsch Scherwaschidse (1894–1978) in Bulgarien. Nikita Georgewitsch Scherwaschidse (1941–2008) war in den 1990ern bulgarischer Energieminister.
- Taktakischwili (georgisch თაქთაქიშვილი russisch Тактакишвили). Bekannt war der Komponist und Stalinpreisträger Otar Taktakischwili.
- Tschawtschawadse (georgisch ჭავჭავაძე russisch Чавчавадзе) aus Ostgeorgien (Kachetien und Pschaw–Chewsuretien). Bekanntester Vertreter war der wichtigste georgische Nationaldichter Ilia Tschawtschawadse.
- Tscherkesischwili (georgisch ჩერქეზიშვილი ab 1829: Черкезов, englisch Cherkezishvili) sahen sich als Nachkommen von Fürsten der Tscherkessen, genauer der Fürsten des osttscherkessischen Fürstentums Kabarda. Ihr Herrschaftsbereich in Kachetien war als Satscherkeso (საჩერქეზო ‚Land der Tscherkesi‘) bekannt.[1]
- Tscholoqaschwili (georgisch ჩოლოყაშვილი englisch Cholokaschvili, russisch Чолокашви́ли), seit 1320 nachweisbar. Der um 1660 als Märtyrer gestorbene Bidsina Tscholoqaschwili ist von der georgischen Kirche heiliggesprochen worden. Kakuza Tscholoqaschwili (1888–1930) war Partisanenführer gegen die sowjetischen Befreier.
- Aus Kleinarmenien, angeblich von den Mamikonianiden abstammend, kam die weitverzweigte Familie der Tumanischwili (georgisch თუმანიშვილი armenisch Թումանյան ab 1850: Тумановъ). Der bei Tiflis gebürtige Howhannes Tumanjan war einer der bedeutendsten Literaten armenischer Sprache im 20. Jahrhundert. In den USA im Exil lebten die aus dem georgisch-russischen Zweig stammenden Cyrille Toumanoff (Historiker) und seit 1944 die Balletttänzerin Tamara Toumanova.
- Aus der Spaltung des Hauses Panaskerteli (georgisch ფანასკერტელ) im 16. Jahrhundert gingen hervor die
  - Zizischwili (georgisch ციციშვილი russisch Цицишвили). Nach der Spaltung in eine „untere“ und „obere“ Linie 1724 ging man des dynastischen Status verlustig. Dieser wurde aber von russischer Seite als Cicianov (Цицианов) 1801 wiederbelebt.
  - Awalischwili (georgisch ავალიშვილი russisch Авалов). Die imeretische Linie sank auf das Niveau von Landadel ab. Die im östlichen Georgien lebenden beiden Zweigen erhielten ihren Fürstenstatus russischerseits 1826 und 1850 bestätigt. Surab Awalischwili, 1918–1921 Außenminister, lebte in Deutschland im Exil.
- Watschnadse (georgisch ვაჩნაძე russisch Вачнадзе). Im kaukasischen Kreidekreis verwendet Brecht für die Heldin den Namen Grusha Vashnadze.